# Arnulfo Beitar
Arnulfo Beitar Córdoba (Carepa, Antioquia, 11 de noviembre de 1988) es un futbolista colombiano. Juega como Defensa y actualmente juega para el Sonsonate Fútbol Club de la Liga Pepsi.

## Trayectoria

### Rionegro
Debutó con el Rionegro donde apenas hizo 2 apariciones.

### Independiente Medellín
Para el 2007 llega al Independiente Medellín donde logra consagrarse campeón del fútbol Colombiano siendo dirigido por Leonel Álvarez

### Expreso Rojo
Para el 2010 recalo en la segunda división donde tiene un magnífico torneo con Expreso Rojo.

### Bogotá FC
En 2012 lo llevan a la capital para jugar con el Bogotá FC equipo que no tuvo los resultados esperados y el jugador igualmente. 

### Boyacá Chico
El presidente Eduardo Pimentel del Boyacá Chicó lo contrata es mismo año pero el resultado del 2012 no fue su año.

### Atlético Bucaramanga
Para el 2013 regresa a la segunda división en la ciudad bonita firma con el Atlético Bucaramanga donde disputa 40 partidos pero no se le da una renovación.

### Expreso Rojo
Regresa al Expreso Rojo donde juega 30 partidos.

### Parillas One
Obtiene su primera oportunidad de ir al fútbol extranjero en el Parrillas One de Honduras. 

### Cobán Imperial
Es confirmado el 29 de diciembre de 2015 como nuevo jugador del Cobán Imperial de la Primera División de Guatemala.

## Clubes
| Club                   | País                | Año                 | Partidos | Goles |
| ---------------------- | ------------------- | ------------------- | -------- | ----- |
| Deportivo Rionegro     | Colombia            | 2006                | 2        | 0     |
| Independiente Medellín | Colombia            | 2007-2009           | 1        | 0     |
| Expreso Rojo           | Colombia            | 2010-2011           | 52       | 1     |
| Bogotá F.C.            | Colombia            | 2012                | 13       | 0     |
| Boyacá Chicó           | Colombia            | 2012                | 8        | 0     |
| Atlético Bucaramanga   | Colombia            | 2013                | 40       | 0     |
| Expreso Rojo           | Colombia            | 2014                | 30       | 1     |
| Parrillas One          | Honduras            | 2015                | 15       | 1     |
| Cobán Imperial         | Guatemala           | 2016                | 21       | 0     |
| Sonsonate              | El Salvador         | 2019 - 2020         | 25       | 2     |
| Municipal Limeño       | El Salvador         | 2020                | 13       | 1     |
| Jocoro                 | El Salvador         | 2021                | 10       | 1     |
| Total en su carrera    | Total en su carrera | Total en su carrera | 230      | 7     |

## Palmarés

### Campeonatos nacionales
| Título              | Club                   | País     | Año  |
| ------------------- | ---------------------- | -------- | ---- |
| Categoría Primera A | Independiente Medellín | Colombia | 2009 |